# Слезка
Слѐзката, наричана още далак, е най-големият лимфоиден орган в човешкия организъм.
Слезката не е жизненоважен орган въпреки тези нейни функции, защото това са функции, които се изпълняват и от други органи, тоест човек може да живее и без далак.

## Функции
Слезката има три основни функции:
- произвежда лимфоцити – в нея се размножават лимфоцитите (бели кръвни телца);
- съхранява моноцити – това са също бели кръвни телца;
- разгражда остарелите еритроцити – това са червените кръвни телца.

При фетуса и малките деца слезката също така участва и в изграждането на еритроцитите.

## Анатомична функция
Слезката е лимфоиден орган, в който кръвоносната и лимфната система са в най-тясна връзка. Тук се образуват лимфоцити и се разграждат остарелите еритроцити. Тя е разположена в лявото подребрие под диафрагмата, между IX - XI ребра (оста и върви косо по Х ребро). Слезката има форма на кафено зърно с изпъкнала диафрагмална повърхност и леко вдлъбната висцерална повърхност, на която се намира хилусът (hilum splenicum). По висцералната повърхност се виждат отпечатъци от стомаха, лявата надбъбречна жлеза и ободното черво. През хилуса навлизат клоновете на a. et v. splenica, лимфни съдове и вегетативни нерви. Долният ръб на слезката (margo inferior) е остър и притежава изрезка, а горният ръб е заоблен.

## Хистоло-цитологичен строеж
Слезката е покрита със съединителнотъканна капсула (capsula lienis), съставена от еластични и колагенни фибри и единични гладкомускулни клетки. От капсулата навлизат във вътрешността гредички (trabeculae), които анастомозират помежду си. По хода на гредичките навлизат кръвоносни съдове – клонове на a. et v. lienalis. Останалата част на пулпата се нарича „слезкова пулпа“, в основата на която лежи ретикуларна съединителна тъкан.
- Бяла пулпа (на латински: pulpa alba) – изградена от компактна лимфоидна тъкан, групирана около артериални разклонения – това са т. нар. „фоликули на слезката“, наречени още „слезкови“ или „малпигиеви“ телца. В малпигиевото телце се различават три зони:

1. периартериална (зародишен лист), в която се откриват Т- и В-лимфоцити;
2. мантелен слой – с малки Т- и В- лимфоцити;
3. маргинална (крайна) зона – разположена между бялата и червената пулпа, изпълнена с В-лимфоцити и обкръжена от синусоидни капиляри.

Около артериолите се наблюдават струпвания на зрели Т-лимфоцити. Сред него се намират първични и вторични лимфоидни фоликули, изградени главно от В-лимфоцити, подобно на тези в останалите лимфоидни органи. Заедно с поддържащата съединителна тъкан, това е съставът на бялата пулпа. Тя се отделя от червената пулпа с междинна маргинална зона, богата на макрофаги, с плазмобласти и плазматични клетки.
- Червена пулпа (на латински: pulpa rubra) - състояща се от венозни синуси, разположени между тях пулпни повлекла (на латински: chordae splenicae), покрита с макрофаги. Между тях е разположена мрежа от ретикуларни клетки и цялото пространство е изпълнено с кръв. Тя навлиза в слезката през нейната артерия, преминава през артериолата в сърцевината на бялата пулпа, а оттам чрез синусоидите се оттича през спленалната вена.

## Кръвоснабдяване
Кръвта в слезката се внася от arteria splenica. След навлизането в хилуса тя се разделя на клонове, които вървят в трабекуларни артерии. Тези артерии продължават и навлизат в пулпата. Артериите в пулпата се наричат централни артерии. Клоновете на централните артерии се разделят на известен брой доста прави клонове, които наподобяват метла (на латински: penicillum).
Терминалните артерии преминават в артериални капиляри, които продължават във венозните синуси. Последните представляват разширени съдови пространства, които поемат кръвта от артериалните капиляри. От венозните синусоиди кръвта преминава и се оттича в събирателните венули. Количеството на кръвта в синусоидите се регулира от дейността на два вида физиологични сфинктери – аферентни и еферентни. Венозните съдове на пулпата се вливат в трабекуларните вени, които се насочват към хилуса. От него излизат голям брой отделни вени – rami splenicae, които се обединяват във v. splenica.